# Escudo de Fredericton
El escudo de armas de Fredericton fue otorgado oficialmente a esa ciudad el 16 de junio de 1992.

## Origen/significado
El escudo de armas de Fredericton consta de tres escudos: la Union Jack o Torrotito de Unión en el miembro superior izquierdo del escudo surmontado por la corona; las armas reales coronan la bandera personal del soberano reinante de Gran Bretaña en el miembro superior derecho del escudo y la cruz irradiada arriba significa el estatus de Fredericton como ciudad catedralicia; y debajo un abeto simboliza los bosques de Nuevo Brunswick.
El lema es: Fredericopolis silvae filia nobilis (Fredericton noble hija del bosque).